# Dancing on the Ceiling
Dancing on the Ceiling és el tercer disc en solitari del cantant nord-americà de R&B Lionel Richie aparegut l'agost de 1986.

## Composició i gravació
Lionel Richie havia adquirit protagonisme com a membre dels Commodores a finals de la dècada de 1970, però després que les tensions van sorgir a la banda, va marxar el 1982. Els seus dos primers àlbums en solitari, Lionel Richie (1982) i Can't Slow Down (1983), van ser èxits desbocats: Lionel Richie  va vendre 4 milions de còpies, mentre que Can't Slow Down va vendre 10 milions de còpies i va guanyar el Premi Grammy a l'Àlbum de l'Any.
La gravació de les cançons que es van utilitzar més tard a Dancing on the Ceiling va començar el 1985. La cançó "Say You, Say Me" es va utilitzar a la pel·lícula d'aquell any White Nights pel qual havia guanyat un Premi de l'Acadèmia per Millor Cançó original i un Premi Globus d'Or a la Millor Cançó original.{ {sfn|Sloan, What a Feeling}} El treball a l'àlbum es va fer mentre Richie estava finalitzant el seu treball amb "We Are the World".
Durant la primera producció, l'àlbum estava pensat per anomenar-se Say You, Say Me i llançat el desembre de 1985. No obstant això, Richie va trobar que no "volava fer aquestes cançons" a causa de les condicions socials que veia, i com a tal va començar a reescriure-les "per expressar el que [el] sentia que el món s'estava empasant". Finalment, el títol de l'àlbum es va canviar a Dancing on the Ceiling, ja que la cançó titular va ser El següent senzill de Richie. La gravació de l'àlbum va durar més d'un any i mig, i Richie va declarar més tard que va intentar incloure una barreja de sons.

## Llista de temes

### Edició de 1986
1. "Dancing on the Ceiling" (Mike Frenchik, Richie, Carlos Rios) – 4:35
2. "Se La" (Greg Phillinganes, Richie) – 5:51
3. "Ballerina Girl" (Richie) – 3:38
4. "Don't Stop" (John Barnes, Richie) – 8:07
5. "Deep River Woman" (Richie) – 4:39
6. "Love Will Conquer All" (Phillinganes, Richie, Cynthia Weil) – 5:43
7. "Tonight Will Be Alright" (Richie) – 5:10
8. "Say You, Say Me" (Richie) – 4:03
9. "Night Train (Smooth Alligator)" (Walter Afanasieff, Jeffrey Cohen, Preston Glass, Narada Michael Walden) – 4:58

### Reedició de 2003
El 2003 va sortir una edició especial que incloïa quatre temes més.I
1. "Dancing on the Ceiling" (Mike Frenchik, Richie, Carlos Rios) – 4:35
2. "Se La" (Greg Phillinganes, Richie) – 5:51
3. "Ballerina Girl" (Richie) – 3:38
4. "Don't Stop" (John Barnes, Richie) – 8:07
5. "Deep River Woman" (Richie) – 4:39
6. "Love Will Conquer All" (Phillinganges, Richie, Cynthia Weil) – 5:43
7. "Tonight Will Be Alright" (Richie) – 5:10
8. "Say You Say Me" (Richie) – 4:03
9. "Night Train (Smooth Alligator)" (Walter Afanasieff, Jeffrey Cohen, Preston Glass, Narada Michael Walden) – 4:58
10. "Dancing on the Ceiling" – 7:10
11. "Se La" – 8:12
12. "Don't Stop" – 9:40
13. "Love Will Conquer All" – 7:10